# Hovhannes Draskhanakerttsi

Escudo de Hovanes Draskhanakerttsi

Hovanes Draskhanakerttsi, Hovanes V o VI, Juan VI Catholico, ( en armenio. Հովհաննես Դրասխանակերտցի ; 845-850 - 929) - Catholicó de Armenia (898-929), historiador y escritor.

## Biografía
Nació en la ciudad de Deshanaqert, en la provincia de Ayrarat, entre 845 y 850. Recibió educación básica en Sevanavank del Catholico Mashtots I de Egovardi, que también era su pariente. Ascendió al trono patriarcal de Armenia aproximadamente en 897 y permaneció durante aproximadamente 30 años. Antes de esto, fue "obispo de la corte", es decir, la segunda autoridad después del Catholicó en el país. Sus actividades se desarrollaron durante un período de complejas relaciones políticas. Durante la invasión árabe de Armenia por el gobernante árabe Yusuf fue detenido, y luego tomó una caminata con la esperanza de que la presencia de Catholicó armenio debilitar la resistencia. Drakhanakertzi huyó a Georgia, luego regresó y se estableció en Taron. Debido a las continuas invasiones árabes que se vio obligado a pedir ayuda a bizancio, después de lo cual, junto con el rey Ashot II fue invitado a Constantinopla. En cambio, fue de Taron a Derjan, luego desapareció en Mania. Un año después regresó a Dvin. Otros datos biográficos son bastante escasos. Escapa del gobernador árabe, Draskhanakerttsi se retiró por primera vez en la fortaleza Geha, a continuación, en la isla de Sevan, donde se trasladó en Byurakan, con la esperanza de volver a instalarse en Dvin. Después de otro ataque árabe, se vio obligado a mudarse a Bagaran. A petición del rey Gagik Artsruni fue a Vaspurakan, la decisión de volver a la residencia patriarcal en Dvin. Sin embargo, la ciudad ha sido capturado por los árabes.
La fecha exacta de la muerte es desconocida, murió alrededor de 929. Según la tradición, fue enterrado en la provincia de Vaspurakan o en la isla Akdamar.

## Escritos
Hovhannes Draskhanakertzi es conocido principalmente como historiador. Han sobrevivido dos obras suyas: una lista corta de la Catholicós de Armenia , - "Orden del Catholico armenio", con breves notas biográficas de cada uno de ellos. Su obra principal "La historia de Armenia" es una de las obras más valiosas de la historiografía armenia.

### La historia de Armenia
"La historia de Armenia", cubre el período desde la antigüedad hasta 924, cuando las incursiones devastadoras de los árabes llegaron a límites extremos, y los príncipes de la Bagratuni fundada en Shirak dinastía independiente, cuya capital pronto se convirtieron en Ani. Trabajo tiene una breve introducción en la que el autor con el fin programa introduce el contenido del libro. Es de suponer que una obra escrita por deseo de Ashot II y Gaguik Artzruni.
Esta tradicionalmente dividida en dos partes: la primera incluye el período de la inundación a finales del siglo IX, la segunda está dedicada a los acontecimientos del primer cuarto del siglo X. Si la primera parte del libro se basa en las obras de los historiadores armenios anteriores ( Koryun , Yeghishe . Y otros), la segunda parte sólo tiene valor informativo, como está escrito sobre la base de una impresión inmediata y el análisis del autor - un testigo y los participantes de los eventos. Es este trabajo contiene la primera descripción completa y detallada de la historia de Armenia comenzó el siglo X. "Historia" Draskhanakerttsi es una fuente primaria importante para el estudio de la historia de las relaciones con Armenia árabes, para la historia de Irán y también para todo el Transcaucasus - Georgia y Albania. "Historia" contiene datos valiosos sobre la vida socioeconómica, las condiciones geográficas y topográficas, tiene un rico material factual.
Como el apologista de los Bagratuni, Hovhannes Draskhanakertsy era partidario de un fuerte poder centralizado.
La primera edición impresa de la obra de Draskhanakertzi se llevó a cabo en 1841 en traducción francesa por Antoine-Jean Saint-Martin. En el mismo año, se publicó por primera vez en el antiguo armenio en Jerusalén. La "historia" también se tradujo al georgiano y fue publicada en 1965 por E. Tsagareishvili con un texto armenio antiguo crítico y paralelo.